# Nazas
Nazas é um município do estado de Durango, no México.
Também é considerado pelas pessoas atualmente como uma cidade.
Fundado em 1725 pelo Capitão don José Berrotarán, o povoado era inicialmente chamado de Cinco Señores.
Localizado no noroeste do estado de Durango, mais especificamente nas coordenadas 25º13´34´´ de latitude norte e 104º06´39´´ de longitude oeste, está a 1.250 metros acima do nível do mar.
Atualmente conta com 12.864 habitantes, de modo que representa 0,9% da população total do estado.
Os povos do Nazas são:
Agustín Melgar
Benito Juárez
10 de Abril
Dolores Hidalgo
El Pajarito
Emiliano Carranza
La Flor
La Perla
Lázaro Cárdenas
Nazas
Paso Nacional
Rancho Grande
Santa Bárbara
Santa Teresa de la Uña
25 de Diciembre